# Triasulfuron
Le triasulfuron est un herbicide.